# 아시카가 다카우지
아시카가 다카우지(일본어: 足利 尊氏 1305년 ~ 1358년 6월 7일)는 가마쿠라 시대 말기, 남북조 시대의 무장으로 무로마치 막부의 초대 쇼군이다.
가마쿠라 막부의 유력 고케닌(御家人) 아시카가 사다우지(足利貞氏)의 차남으로 태어났으며, 싯켄(執權) 호조 다카토키(北条高時)로부터 편휘(偏諱)를 받아 다카우지(高氏)라는 이름을 얻었다. 고다이고 천황(後醍醐天皇)이 막부 타도를 외치며 거병하자 처음에는 막부군의 편에 있었으나 천황 측으로 돌아서 반막부를 표방하고 로쿠하라 단다이(六波羅探題)를 멸망시켰다. 이로써 막부 타도의 1등 공신으로 인정받았으며, 고다이고 천황으로부터 편휘를 받아 다카우지(尊氏)라고 이름 한 자를 고쳤다.
그러나 고다이고 천황의 정치가 지지를 잃어갈 무렵 독자적인 정권 창출을 꾀하였고, 결국 고다이고 천황과의 엎치락 뒤치락 하는 투쟁 끝에 천황 세력을 요시노(吉野)로 몰아내고 고묘 천황(光明天皇)으로부터 세이이타이쇼군(征夷大將軍)의 직위를 받아 무로마치 막부를 개창하였다. 이때 요시노로 간 고다이고 천황은 남조(南朝), 고묘 천황은 북조(北朝) 각각의 천황이 되어 난보쿠초 시대가 시작되었다.

## 생애

### 탄생에서 가마쿠라 막부 멸망
가겐 3년(1305년) 가마쿠라 막부의 고케닌 아시카가 사다우지의 차남으로 태어났다. 태어난 곳에 관해서는 아야베(綾部) 설, 가마쿠라 설, 아시카가 장원 설이 있다.《난태평기》(難太平記)에서는 다카우지가 태어나 목욕을 시킬 때 어디선가 산비둘기 두 마리가 날아와 아기 다카우지의 어깨에, 그리고 목욕물을 퍼올리는 나무 국자 위에 걸터앉았다는 전설을 전하고 있다. 아명은 마타타로(又太郎)이다.
겐오 원년(1319년) 음력 10월 10일 15세에 성인식을 하여 종5위하 치부대보(治部大輔)에 임명되고 동시에 막부의 싯켄 호조 다카토키의 이름 한 자를 받아 다카우지(高氏)로 이름을 올렸다. 아버지 아시카가 사다우지와 정실인 호조 아키토키(北条顕時)의 딸 사이에서 장남 아시카가 다카요시(足利高義)가 있었지만, 일찍 죽었기 때문에 아시카가 가문의 가독은 다카우지가 계승하게 된다.《난태평기》에 따르면, 아시카가 다카우지의 조부 아시카가 이에토키(足利家時)가 '자신의 3대 후손이 천하를 차지'하기를 바라며 자결했다고 한다.
겐코 원년(1331년) 고다이고 천황이 2번째 막부 타도운동을 기획하여 가사기(笠置)에서 거병하였다(겐코의 난). 가마쿠라 막부는 유력 고케닌인 다카우지에 파병을 명했고, 다카우지는 천황의 거점인 가사기와 구스노키 마사시게의 거점인 시모아카사카 성(下赤坂城)의 공격에 가세하였다. 이때, 아버지 아시카가 사다우지가 임종을 한 직후여서 다카우지는 막부의 요청을 반려하지만, 막부는 처자를 인질로 삼아 파병을 명하였다. 《고전태평기》에서는 이러한 연유로 다카우지가 막부에 반감을 가지게 되었다고 적고 있다. 막부군의 공세로 천황을 비롯, 막부 타 계획에 관여하였던 히노 도시모토, 엔칸 등의 구게와 승려 다수는 막부에 포박되었고, 천황은 다음해 오키 제도로 유배되었다. 막부는 다이카쿠지 왕통(大覚寺統)인 고다이고 천황을 대신하여 지묘인 왕통(持明院統)의 고곤 천황을 옹립했다.
겐코 3년/쇼쿄 2년(1333년) 고다이고 천황은 오키 제도를 탈출하여 센조 산(船上山)에서 거병하였다. 다카우지는 다시 막부의 명을 받아 사이코쿠(西國)의 도막세력을 진압하기 위해 나고에 다카이에(名越高家)와 함께 상경하였다. 나고에 다카이에가 아카마쓰 노리무라(赤松則村)에게 패배한 것을 계기로 다카우지는 천황의 윤지를 받아 천황측에 가담하였고, 동년 음력 4월 29일 소령인 단바 시노무라 하치만 궁(篠村八幡宮)에서 막부 타도를 기치로 거병하였다. 또, 여러 지방에 거병할 것을 촉구하는 서장을 보내, 오미 국의 사사키 도요 등 고케닌들이 이 서장에 따라 상경군을 이끌고 와, 동년 음력 5월 7일 로쿠하라 단다이를 공격해 교토에서 막부세력을 제거하였다. 이 시기 고즈케 국의 고케닌 닛타 요시사다가 거병하여 다카우지의 적장자 센주오(千寿王)와 함께 가마쿠라로 진격, 막부를 멸하였다. 이 때에 다카우지와 측실이라는 가코 모토우지(加古基氏)의 딸 사이에서 태어났던 아들 다케와카마루(竹若丸)는 혼란의 와중에 막부군에게 살해되었다.
다카우지는 가마쿠라가 함락된 후, 호소카와 가즈우지, 요리하루, 모로우지를 파견하여 가마쿠라를 장악했고, 이에 닛타 요시사다는 교토로 상경하였다.

### 겐무 신정부터 난보쿠초 동란
가마쿠라 막부 멸망 후, 다카우지는 1등 공신이 되어 진주후쇼군(鎮守府将軍) 및 종4위하 좌병위독(左兵衛督)에 임명되었고, 30개 곳을 소령으로 받았다. 더욱이 고다이고 천황의 이름 다카하루(尊治)로부터 한 자를 받아 다카우지(尊氏)로 개명하였다. 다카우지는 겐무 정권의 정치 중핵으로부터 벗어나 있었고, 다카우지는 아시카가 가문의 집사직으로 있는 고 모로나오, 고 모로야스 형제 등을 교토로 보냈다. 또, 동생 아시카가 다다요시를 가마쿠라로 보내 간토의 무사를 결집시키려 했다. 이는 고다이고 천황이 아시카가 다카우지를 경원시 했다는 견해와, 다카우지 자신이 조정과의 거리를 두었다는 견해가 있다. 또, 세이이타이쇼군에 임명되어 가마쿠라에 막부를 열려는 의도도 있었다는 설도 있다.
고다이고 천황이 기타바타케 아키이에(北畠顕家)를 진주다이쇼군(鎮守大将軍)에 임명해 노리요시 친왕(義良親王)과 함께 오슈로 파견하자, 다카우지는 동생 다다요시를 어린 나리요시 친왕(成良親王)과 함께 가마쿠라로 보낸다. 고다이고 천황의 왕자이며 세이이타이쇼군 자리를 원하는 모리요시 친왕과 아시카가 다카우지는 대립하였고, 모리요시 친왕은 다카우지 암살을 기도하지만, 경호가 삼엄한 탓에 암살은 달성되지 못했다. 겐무 원년(1334년) 다카우지는 자신의 아들 쓰네요시 친왕이 황태자로 책봉되기를 바라는 아노 렌시와 결탁하여, 모리요시 친왕을 포박해 동생 아시카가 다다요시가 있는 가마쿠라로 유폐시켰다.
겐무 2년(1335년) 시나노 국에서 호조 가문 잔당이 호조 다카토키의 유아(遺児) 호조 도키유키(北条時行)를 옹립해 가마쿠라를 점령하는 나카센다이의 난(中先代の乱)이 발생한다. 이때 가마쿠라의 아시카가 다다요시는 독단으로 모리요시 친왕을 살해하였다. 다카우지는 고다이고 천황에게 세이이타이쇼군의 직위를 원했지만, 일이 진척되지 않자, 음력 8월 2일, 칙서 없이 가마쿠라로 진군하였고, 고다이고 천황은 어쩔 수 없이 다카우지에 세이이타이쇼군의 직위를 주었다. 다카우지는 다다요시의 병력과 합류하여 사가미 강 전투(相模川の戦い)에서 호조 도키유키를 축출하고 음력 8월 19일 가마쿠라를 수복하였다. 이때, 다카우지는 종2위에 위계되었다.
동생 다다요시의 의향도 있어 다카우지는 그대로 가마쿠라에 정처해 독자적으로 은상을 내리기 시작한다. 이에 고다이고 천황은 다카우지에게 상경할 것을 명령했으나 다카우지는 이를 거부하고, 독자적인 무가 정권의 태동을 알린다. 나아가 음력 11월에는 닛타 요시사다를 간신이라 지목하며 고다이고 천황에 요시사다 토벌을 주청하였으나 고다이고 천황은 듣지 않고 오히려 요시사다에 다카우지를 토벌할 것을 명하였다. 요시사다는 다카요시 친왕(尊良親王)과 함께 가마쿠라로 진군하였고, 이에 더하여 오슈에서 기타바타케 아키이에가 가마쿠라 방면으로 남하하기 시작했다. 이에 다카우지는 자신에 대한 사면을 요구하며 정계 은퇴를 선언하지만, 받아들여지지 않았고, 동생 다다요시, 고노 모로나오 등의 아시카가 세력이 미카와 국 등 각지에서 패전하기 시작하자, 다카우지는 겐무 정권에 반기를 표명하고 궐기하였다. 음력 12월 다카우지는 닛타 군을 하코네·다케노시타 전투(箱根・竹ノ下の戦い)에서 격파하고, 교토로 진군하였다. 이 사이, 다카우지는 지묘인 왕통의 고곤인(光嚴院)과 연계하여 교토 입경의 정당성 확보에 조력하였다. 겐무 3년(1336년) 음력 1월 다카우지는 입경하였고, 고다이고 천황은 히에이 산(比叡山)으로 쫓겨 갔다. 그러나, 얼마지 않아 오슈로부터 상경한 기타바타케 아키이에와 구스노키 마사시게, 닛타 요시사다의 공격으로, 음력 2월 교토를 버린 채 규슈로 하향했다.
규슈로 가는 도중, 나가토 국 아카마세키(赤間関)에서 쇼니 요리히사(少弐頼尚)가 다카우지를 맞이하였고, 지쿠젠 국(筑前国) 무나카타의 무나카타 신사(宗像大社)의 신관 무나카타 우지노리(宗像氏範)의 지원을 받아냈다. 무나카타 신사에 참배한 후 음력 3월 초순, 지쿠젠 다타라하마 전투(多々良浜の戦い)에서 조정을 지지하는 세력이었던 기쿠치 다케토시(菊池武敏) 군을 격파한 후, 세를 수습하여 교토로 진군하였다. 이 와중 고곤인으로부터 인젠(院宣)를 받아 '관군'이라는 명분과 정당성을 확보하였고, 사이고쿠 무사들이 다카우지 산하로 모이기 시작했다. 음력 4월 25일 미나토가와 강 전투(湊川の戦い)에서 닛타 요시사다, 구스노키 마사시게 군을 격파한 후, 음력 6월 교토로 입경하였다.
교토에 돌아온 다카우지는 히에이 산으로 도망친 고다이고 천황에 화의를 요구하였다. 화의에 응한 고다이고 천황이 음력 11월 2일 고곤인의 아들(즉 지묘인 왕통) 고묘 천황에게 삼종의 신기를 양도 한 직후, 음력 11월 7일 다카우지는 겐무시키모쿠(建武式目) 17조를 정해 정권의 기본방침으로 제시하였다. 이로써 새로운 무가 정권의 탄생을 만방에 선언했다. 한편, 고다이고 천황은 음력 12월 교토를 탈출하여 요시노에 정주하였고, 양도한 삼종의 신기는 가짜이고 자신이 가진 것이 진품이며, 국왕으로써의 정통성은 자신에 있다며 요시노에서 새로운 조정을 선포하였다. 요시노의 고다이고 천황이 선포한 조정은 이후 남조(南朝)라 불리며, 교토의 조정 즉 북조(北朝)와 더불어 대치하게 된다.

### 간노의 소란과 만년

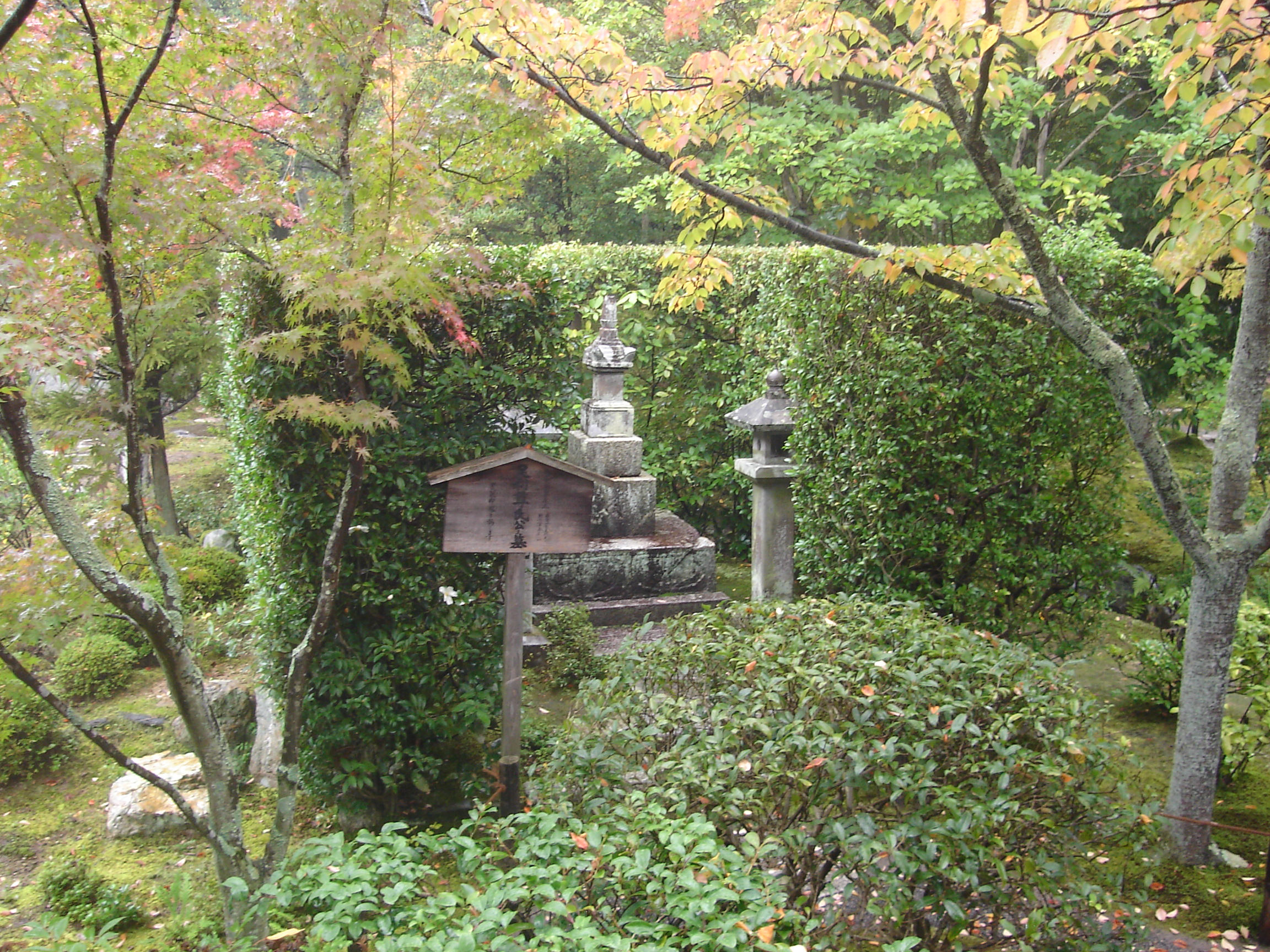
도지인의 아시카가 다카우지의 묘

엔겐 3년/랴쿠오 원년(1338년) 다카우지는 고묘 천황으로부터 세이이타이쇼군에 임명되어 무가정권을 열었다. 후에 이 막부는 무로마치 막부로 불리게 된다. 다음해 고다이고 천황이 요시노에서 붕어하자, 다카우지는 고다이고 천황의 위령을 위해 덴류지(天龍寺)를 조성한다. 이 덴류지의 자금 조달을 위해 무역선인 덴류지부네(天龍寺船)를 원(元)에 파견하기도 하였다. 남조와의 전투에서는 닛타 요시사다의 동생 와키야 요시스케를 격파하고 에치젠을 세력하에 두었다. 구스노키 마사시게의 아들 구스노키 마사쓰라(楠木正行)와의 전투에서도 시조나와테에서 승리하는 등, 요시노까지 세를 뻗쳤다.
북조-무로마치 막부 정권에서 다카우지는 정무를 동생 아시카가 다다요시에 맡겼고, 자신은 무사들의 구심점으로 군림하였다. 일본의 사학자 사토 신이치(佐藤進一)는〈무로마치 막부론〉에서 이 상태를 주종제적 지배권을 장악한 다카우지와 통치권적 지배권을 소관한 다다요시와의 양두정치로 보고, 가마쿠라 막부 이후, 쇼군이 가지는 권력의 이원성이 구현된 것으로 평가하였다. 이원화된 권력은 점차 막부내부의 대립으로 표면화되어, 고노 모로나오를 중심으로 한 반 다다요시파와 다다요시파의 대립으로 나타났으며 간노의 소란(観応の擾乱)으로 발전하였다. 다카우지는 처음 중립적 입장을 표명하지만, 고노 모로나오 파에 옹립되어 중립된 입장을 유지할 수 없었다. 쇼헤이 4년/조와 5년(1349년) 반대파의 습격을 받은 다다요시는 다카우지의 저택으로 숨어들었고, 고노 모로나오의 병력이 저택을 포위해 다다요시의 정계 은퇴를 요구하는 사건이 발생한다. 이렇게 하여 다다요시는 출가해 정계에서 물러난다. 막부 내부에서 다다요시의 배제는 다카우지와 고 모로나오 간의 합의에 의해 의도되었다는 설이 있다.
다카우지는 다다요시를 대신해 자신의 적장자 아시카가 요시아키라를 가마쿠라로부터 불러 들여 다다요시의 자리에 앉힌다. 그리고, 가마쿠라에는 차남 아시카가 모토우지(足利基氏)를 가마쿠라 구보(鎌倉公方)에 임명해 간토의 통치를 위임한다. 다다요시 은퇴 후, 다카우지의 서자이면서 다다요시의 양아들인 아시카가 다다후유(足利直冬)가 규슈에서 다다요시파 재건을 위해 조력하였기 때문에 쇼헤이 5년/간노(観応) 원년(1350년) 다카우지는 다다후유 토벌을 위해 주고쿠 지방으로 원정을 떠났다. 이에 다다요시는 교토를 탈출하여 남조측에 가담하였고, 모모이 다다쓰네(桃井直常), 하타케야마 구니키요(畠山国清) 등 일부 아시카가 가문의 무장들이 그를 따랐다. 다다요시의 세력이 강대해지자, 요시아키라의 세는 열세에 놓여 교토를 탈출하였고, 다카우지도 셋쓰 국 우치데노하마(打出浜)에서 다다요시에 패배하였다. 다카우지는 고노 모로나오, 고노 모로야스 형제의 출가를 조건으로 다다요시와 화친하였고, 쇼헤이 8년/간노 2년(1351년) 화의가 성립되었다. 모로나오 형제는 호송 도중 그들에게 일찍이 원한을 품고 있던 우에스기 요시노리(上杉能憲)에 의해 일족이 모살당했다.
다다요시는 요시아키라의 보좌직으로 정계에 복귀하였다. 다카우지와 요시아키라는 사사키 도요와 아카마쓰 노리스케(赤松則祐)의 모반을 진압한다는 명목으로 오미, 하리마로 진군하였고, 이는 다다요시, 다다후유의 토벌이 목적이었다. 이 후, 다카우지는 남조측과의 화친교섭을 진행하였고, 이런 움직임을 눈치챈 다다요시는 호쿠리쿠로 탈출해 가마쿠라에 정주했다. 남조와의 화의는 음력 10월 맺어졌고, 이를 쇼헤이 일통(正平一統)이라고 한다. 이후, 다카우지는 도카이도를 통해 가마쿠라로 진격해, 스루가 삿타 산(薩捶山)과 사가미 하야카와지리(早川尻) 등의 전투에서 다다요시 군을 격파했고, 다다요시를 추포해 가마쿠라에 유폐시킨다. 쇼헤이 7년/간노 3년(1352년) 음력 2월 아시카가 다다요시는 가마쿠라에서 급사하였다.《태평기》에서는 다카우지가 독살시켰다는 의혹을 기술하고 있다.
그 직후, 무네요시 친왕(宗良親王), 닛타 요시오키(新田義興), 닛타 요시무네(新田義宗), 호조 도키유키 등의 남조측으로부터 공격을 받아 다카우지는 무사시 국으로 퇴각하지만, 다시 세를 수습하여 간토의 남조 세력을 제압한 후, 교토로 돌아간다. 쇼헤이 9년/분나 3년(1354년) 남조와 협력한 아시카가 다다후유가 규슈에서 군을 이끌고 교토를 점거하지만, 다음 해인 1355년 다카우지의 공세를 맞아 규슈로 철퇴하였다. 다카우지는 다다후유 토벌계획을 세우지만, 실행하지는 못했고, 쇼헤이 13년/엔분 3년 음력 4월 30일(1358년) 교토 저택에서 세상을 떠났다. 사인은 다다후유와의 전투에서 화살에 피습당하였던 등창이라고 한다. 향년 54세였다.

## 인물
아시카가 다카우지의 인간적인 매력을 개인적으로 친분이 있던 선승(禪僧) 무소 소세키(夢窓疎石)는 세 가지로 설명하였다.
1. 심지가 강하고 전투에서 목숨의 위험을 당하기도 했지만 그 얼굴엔 미소가 가득하며 전혀 죽음을 두려워하는 기색이 없다.
2. 천성적으로 자비로워 남을 원망할 줄을 모르고, 숱한 원수들조차 용서하며 나아가 그들을 제 자식처럼 대한다.
3. 마음이 넓고 아쉬워하는 것도 없어 금이나 은도 흙이나 돌처럼 여기며 무구나 말 등을 사람들에게 넘겨줄 때도 재산이나 이를 주는 사람을 특별히 확인하지도 않고 손 가는 대로 맡겨버린다.

무소 소세키가 지적한 첫 번째의 경우 어느 때에는 전쟁터에서 화살이 비처럼 다카우지의 머리 위에 쏟아지는 와중에 근신이 위험하다고 자중을 촉구했지만 '역시나' 다카우지는 웃고 상대하지 않았다고 한다. 《원위집》(源威集)에서 분나(文和) 4년(1355년)의 도지(東寺) 전투에서 위기에 빠졌을 때, 다카우지는 '평소와 같은 미소'를 지으며 "전투에서 지면 그것으로 끝장이니 적이 다가오면 자해할 시기만 알려 주면 된다"라며 전혀 흔들림이 없었다고 한다. 《원위집》의 저자는 비록 귀신이 다가온다고 해도 전혀 동요할 기미가 없다며 다카우지의 담력을 극찬하고 있다.
두 번째의 경우 하타케야마 구니키요(畠山国清)나 시바 다카쓰네(斯波高経) 등은 한 번 적에게 달아났었는데, 다카우지는 그들이 다시 항복해오자 받아들이고 막부 각료로 맞기까지 하였다.
세 번째로 부하에 대한 인심이 후했다는 것은 《매송론》(梅松論)에 있는 일화에서 볼 수 있는데, 당시 팔삭 즉 음력 8월 초하루에 선물을 보내는 풍습이 유행하였고 다카우지에게도 산더미처럼 선물이 보내졌으나 다카우지는 옆에 있는 사람부터 하나하나 선물을 나누어 주었고 결국 그날 저녁에는 다카우지 옆에는 아무것도 남아 있지 않았다고 한다.
이런 자세는 전장에서도 마찬가지였는데, 다카우지는 전장에서 공적을 올린 자들을 보면 그 자리에서 바로 은상을 약속하는 하문(군진의 하문軍陣の下文이라 불린다)을 상대방에게 직접 주었다. 또 자신이 패용하던 단도를 직접 가신 두 사람에게 주거나, 자신이 써야 할 궐부채를 주기도 했다. 하문을 발급하는 과정에서 이미 권리자가 있는 영지를 다시 다른 사람에게 주는 사례도 발생했고, 나중의 사료에는 100년 뒤까지 분쟁의 씨앗이 되어 다카우지의 후손들이 골치를 앓기도 하는 등(어전낙거기록御前落居記録 제18항) 장기적으로 문제를 초래하기도 했지만, 그럼에도 이러한 다카우지의 하문이 갖는 즉시성 효과는 컸고, 이러한 의젓하고 무관심한 다카우지를 지켜본 가신들은 모두 "목숨을 잊고 죽기로 싸웠으며 분발해 싸우기를 생각하지 않은 자가 없었다"(매송론)고 한다. 다카우지는 슬하의 무장들에게는 공에 따라 서슴없이 은상을 베풀었고, 이런 까닭에 무사들은 곤경에 처한 다카우지를 항상 지지했으며, 이것이 다카우지 최대의 인간적 매력이었다.
그러나 《매송론》 등에 따르면, 다카우지는 고다이고 천황에 배반하여 조정의 적이 된 것을 애석히 생각하여 출가를 선언하거나, 전쟁 중 고전을 면치 못할 때에는 "할복하자"고 내뱉는 등의 기술도 보인다. 해마다 신년 휘호에서 「천하의 정도(政道)에 내가 있어서는 안 된다. 생사의 근원은 어서 끊어버려야 한다.」라고 썼다고 전하고 있다.
한편으로 다카우지는 무장, 정치가로써 뿐만 아니라 예술가로써도 자신의 족적을 남기고 있다. 렌카(連歌)에 대해서 《쓰쿠바슈》(菟玖波集)에 다카우지가 지은 작품이 68구 실려 있는데, 이는 무가 인물로써는 사사키 도요 다음으로 많은 것이다. 전적으로 렌카에 몰두했던 도요와는 다르게 다카우지는 와카에도 많은 족적을 남겨서 와카집 《신센자이슈》(新千載集)를 기획하였는데, 이는 무가 인물로써 칙찬집(勅撰集)을 집주한 선례가 되었다. 또한 자신의 조상인 미나모토노 요리요시(源頼義)와 요시미쓰 부자 시절부터 그 명인으로써 알려져 있던 생황을 도요하라노 다쓰아키(豊原龍秋)로부터 배워서 고다이고 천황 앞에서도 연주해 보였다. 훗날 고코곤 천황(後光厳天皇)도 다카우지처럼 다쓰아키로부터 생황을 배웠다 지장보살을 그린 그림 등도 남아 있어 그림 실력도 뛰어난 인물이었다. 이 밖에도 오우키나가시(扇流し)의 원조가 되었다는 에피소드도 있다.
신앙에 있어서는 교토의 구라마 산(鞍馬山), 나라의 진키 산(信貴山)과 함께 일본 3대 비샤몬텐(毘沙門天)의 하나라는 아시카가 시(足利市)의 오이와 비샤몬텐(大岩毘沙門天)을 신앙하였다고 한다.

## 평가

### 제2차 세계대전까지의 평가
아시카가 다카우지를 역적으로 평가한 것은 에도 시대 미토번을 중심으로 하는, 도쿠가와 미쓰쿠니(徳川光圀)가 창시한 미토학(水戸学)에 기인한다. 미토학은 주자학(朱子学)의 명분론에 강한 영향을 받아 왕통의 '정통성'을 중시했다. 그 때문에 '정통' 천황(고다이고 천황)을 몰아낸 다카우지를 역적으로 보아 부정적으로 서술하였다. 미토학의 이런 사관은 점차 존왕 사상이 팽배해지는 에도 시대 말기 존왕양이론자에 의해 아시카가 쇼군 3대의 목상의 목이 효수되는 사건으로 발전하였다.
메이지 시대에 이르러 일본 정부는 천황을 중심으로 하는 국민국가 건설을 목적으로 국가주의적 역사관을 구축한다. 이는 대정봉환(大政奉還), 왕정복고(王政復古)를 정당화하는 역사관으로 다이카 개신(大化改新)이나 겐무 중흥(建武中興), 메이지 유신(明治維新)이 가장 중요한 개혁으로 자리 매김한다. 메이지 중기까지 근대적 역사학에 의한 실증적 연구로 고다이고 천황의 남조의 정통성을 그다지 강조하지 않았지만, 메이지 40년경에 일어난 '남북조 정윤 논쟁(南北朝正閏論争)'을 거치면서 남조의 정통성은 더욱 부각되었고 다카우지의 부정적 평가도 굳혀져 갔다. 태평양 전쟁 전의 국정교과서에는 '천황에 활을 겨눈 역신'으로 적고 있으며, 1934년(쇼와 9년) 사이토 마코토(齋藤實) 내각의 상공대신이었던 나카지마 구마키치(中島久万吉) 남작이 아시카가 다카우지를 재평가해야 한다고 썼던 과거의 문장이 발굴되어 야당으로부터 비판을 당하고, 결국 대신직을 사임하는 일도 벌어졌다.

### 패전 이후의 평가
태평양 전쟁 패전 후, 일본 사학계에서 국가주의적 역사관은 크게 후퇴하고, 실증주의적 역사연구가 진전됨에 따라 다카우지에 대한 재평가도 함께 진행되었다. 사토 신이치에 의해 주종제적 지배자로써의 다카우지의 평가가 그 한 예이며, 사토의 연구는 이후 일본 학계의 무가정권에 관한 연구에 있어 한 걸음 더 나아갈 수 있는 계기가 되었다. 패전 전과는 달리 일본의 역사 연구에서 다카우지를 역적으로까지 보는 견해는 존재하지 않게 되었고, 오히려 메이지 시대에는 다카우지가 '역적'으로 몰리게 되기까지의 경과가 역사 연구의 한 주제로 부각된 일도 있다.
모리 시게아키(森茂暁)는 1차 차료에 의한 실증적인 분석을 통해, 다카우지가 발급한 수많은 문서들이 남아 있는 점을 지적하고 다카우지가 가마쿠라 쇼군과는 다른 최고 지도자로써의 친재권을 활용하여 동란의 고난과 새로운 시대 질서를 창시하는 고통을 뛰어넘어 무로마치 막부의 대략적인 골격을 형성한 인물이었다고 하고 있다. 그리고 남북조의 동란의 군상들 속에서도 가장 중심적인 역할을 완수한 존재였으며 남북조 시대는 현대에 걸치는 일본문화의 원형이 되었다는 점에서, 그 시대의 골격을 만든 다카우지는 「일본문화의 실질적인 창시자의 한 명이라고 해도 과언이 아니다」(日本文化の実質的な開創者の一人といっても過言ではない)라고 평하였다.
가메다 도시카즈(亀田俊和)는 《원위집》(源威集)에서 간노의 소란 이후의 아시카가 다카우지가 「세이이타이쇼군의 이름에 부끄럽지 않은 훌륭한 대장」으로써 기록되어 있는 것과(원위집은 북조 중심의 서술이다), 무가고실(武家故実)에 밝았던 다케다 노부타케(武田信武)의 8년 전의 병장(兵装)을 기억하고 있어 그것을 평가하는 묘사를 찾아내고, 다카우지의 카리스마가 높았던 것은 단순히 경제적 이익 급여에 너그러웠을 뿐만 아니라 이러한 부하들에 대한 세심한 관찰과 적절한 평가에도 뛰어났던 점도 특히 장점이었던 것 아닐까, 라고 하였다. 그리고 무로마치 막부가 부침을 겪기는 했어도 200년 이상 이어져 나갔던 장기 정권이었다는 점은 다카우지가 「여러 정책들의 은상화」(諸政策の恩賞化)에 의해 「노력이 보상받는 정치」(努力が報われる政治)를 행했다는 점이 주된 이유는 아닐까, 라고 하였다. 또한 간노의 소란 이전의 다카우지는 정치적으로 무기력했는데 40대 중반에 소요를 극복하고 나서부터는 적극적으로 정무에 참여하게 된다는 극적인 변화를 지적하고 있다. 그리고 설령 그가 몇 살이 되었더라도 사람은 노력하면 반드시 변할 수 있다는 용기를 얻을 수 있는 좋은 사례가 아닐까, 라고 하였다.

### 작가들의 평가
문화면에서도 다카우지를 주인공으로 하는 요시카와 에이지(吉川英治)의 소설 「사본 태평기」(私本太平記)에는 기존의 다카우지의 이미지가 아닌 새로운 이미지의 다카우지를 그렸으며 독자들도 폭넓게 받아 들였다. 이로써 다카우지의 평가는 태평양 전쟁을 전후하여 크게 변화하였다.
소설가 가이온지 초고로(海音寺潮五郎)는 「무장열전」(武将列伝)에서, 이자와 모토히코(井沢元彦)는 「역설의 일본사」(逆説の日本史)에서, 고다이고 천황에게 약점을 보인 점과 내부분쟁 처리에 미숙한 점을 들어 「인물로써의 카리스마는 높지만, 조직 운영능력은 미나모토노 요리토모(源頼朝)와 도쿠가와 이에야스(徳川家康)에 미치지 못한다」는 냉혹한 평을 내렸다.
반면 소설가 곤 도고(今東光)는 《독설 일본사》(毒舌日本史)에서 그 자손을 곤란하게 만들 정도로 사람 좋았던 인물로 전국 시대에 태어났더라면 우에스기 겐신(上杉謙信)이나 다케다 신겐(武田信玄)보다도 기량이 높고 오다 노부나가(織田信長)와도 맞설 수 있었을 것이라고 평하면서, 다카우지의 천하를 인정하지 않으려 했던 고다이고 천황을 은근히 비판하고 있다.
또한 정실이었던 아카하시 도코 소생(요시아키라義詮 ・ 모토우지基氏 ・ 쓰루오鶴王) 이외의 아들들에 대해서는 냉담했던 것 같은 견해가 있지만, 다니구치 겐고(谷口研吾)에 의하면 이것은 다카우지의 정실인 도코의 의향에 의한 것이며, 그 배경으로서 친가(아카하시류 호조 씨)라는 방패를 잃은 그녀가 자신과 그 아이들을 지키기 위해서도 다른 여성의 아이를 배제하지 않을 수 없었기 때문이라고 한다.

## 용모

### 모리야본 기마무자상과 아시카가 타카우지

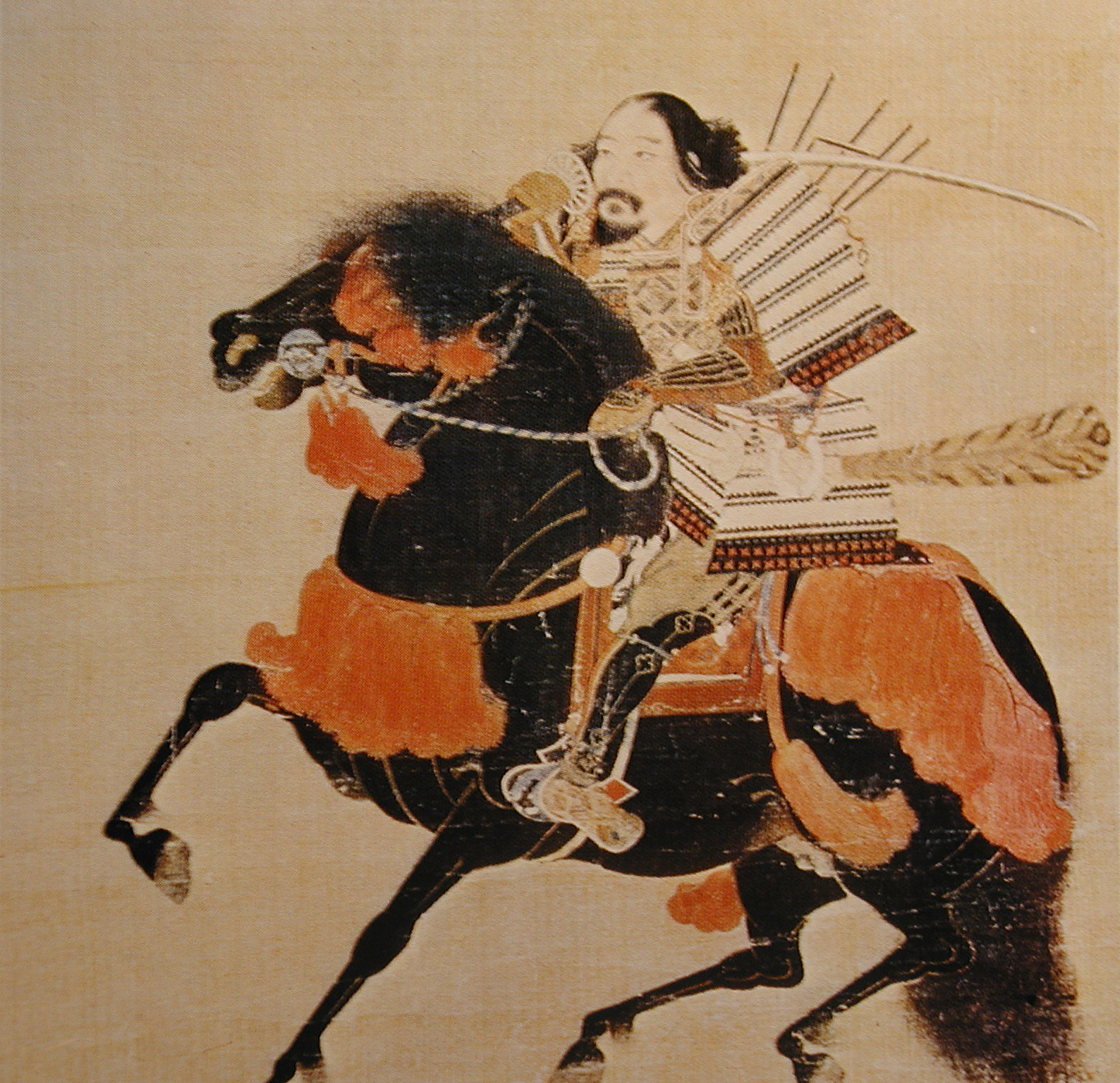
모리야가 소장 기마무자상

일본 교토 국립박물관(京都国立博物館)에 소장 중인「기마무사상」(騎馬武者像)은 교토 모리야케(京都守屋家)의 옛 소장품으로 오늘날까지도 다른 다카우지상과 구별하기 위해 모리야케본(守屋家本)으로 불리고 있다. 「기마무사상」은 마쓰다이라 사다노부(松平定信)가 편찬한 『집고십종』(集古十種)에서 아시카가 다카우지의 초상으로 소개되었고, 이것이 일반에 널리 알려져 있어 2000년대까지도 일본의 학교용 역사교과서에도 아시카가 다카우지의 초상화로써 게재되었다.
처음에 오기노 미나히코(荻野三七彦)에 의해 그림 속의 주인공은 아시카가 다카우지라는 설이 제창된 이후 이 설에 대한 회의론이 제기되었다. 2대 쇼군 아시카가 요시아키라(아시카가 다카우지의 아들)의 화압(花押, 수결)이 그림의 윗부분에 있는 점과, 기마무사의 말갖춤에 그려진 문장이 아시카가 가문의 문장이 아닌 고 가문의 문장인 점 등의 이유를 들어 초상화의 주인공은 아시카가 다카우지가 아니라 아시카가 가문의 집사 고 모로나오(高師直) 혹은 그의 아들 고 모로아키라(高師詮) 혹은 모로후유(師冬)로 보는 설이 제기되어 있다. 이러한 움직임으로 2000년대 무렵부터 일본의 각 교과서에서는 해당 그림을 아시카가 다카우지의 초상화로 게재하지 않고 단지 「기마무사상」으로만 제재하고 있다. 다만 일본에서 해당 초상화의 모사본이나 에도 시대의 다른 자료가 발굴되면서 초상화의 인물을 고노 모로나오 혹은 고 씨 일족의 인물이라고 하는 주장에 대한 재반론도 제기되어 있다.
이 그림 속 주인공에 대한 비정과 관련하여 쟁점은 세 가지인데, 그림에 날인된 아시카가 요시아키라의 화압(수결), 바쿠후의 최고 수장인 세이이타이쇼군의 모습이라고 하기에는 투구도 제대로 갖추지 않고 머리는 풀어헤쳐서 칼을 걸터멘 채 차고 있는 화살도 하나 부러져 있는 등 지나칠 정도로 후줄근한 인물의 차림새, 그리고 그림 속 타치나 말갖춤에 그려진 문장이다. 앞에서 서술했듯이 요시아키라가 자신의 아버지 타카우지의 초상화 상단에 자신의 이름을 써넣는(즉 부모를 자신보다 낮게 보는) 것은 당시의 관습상 지극히 무례한 행위였다는 것이다.

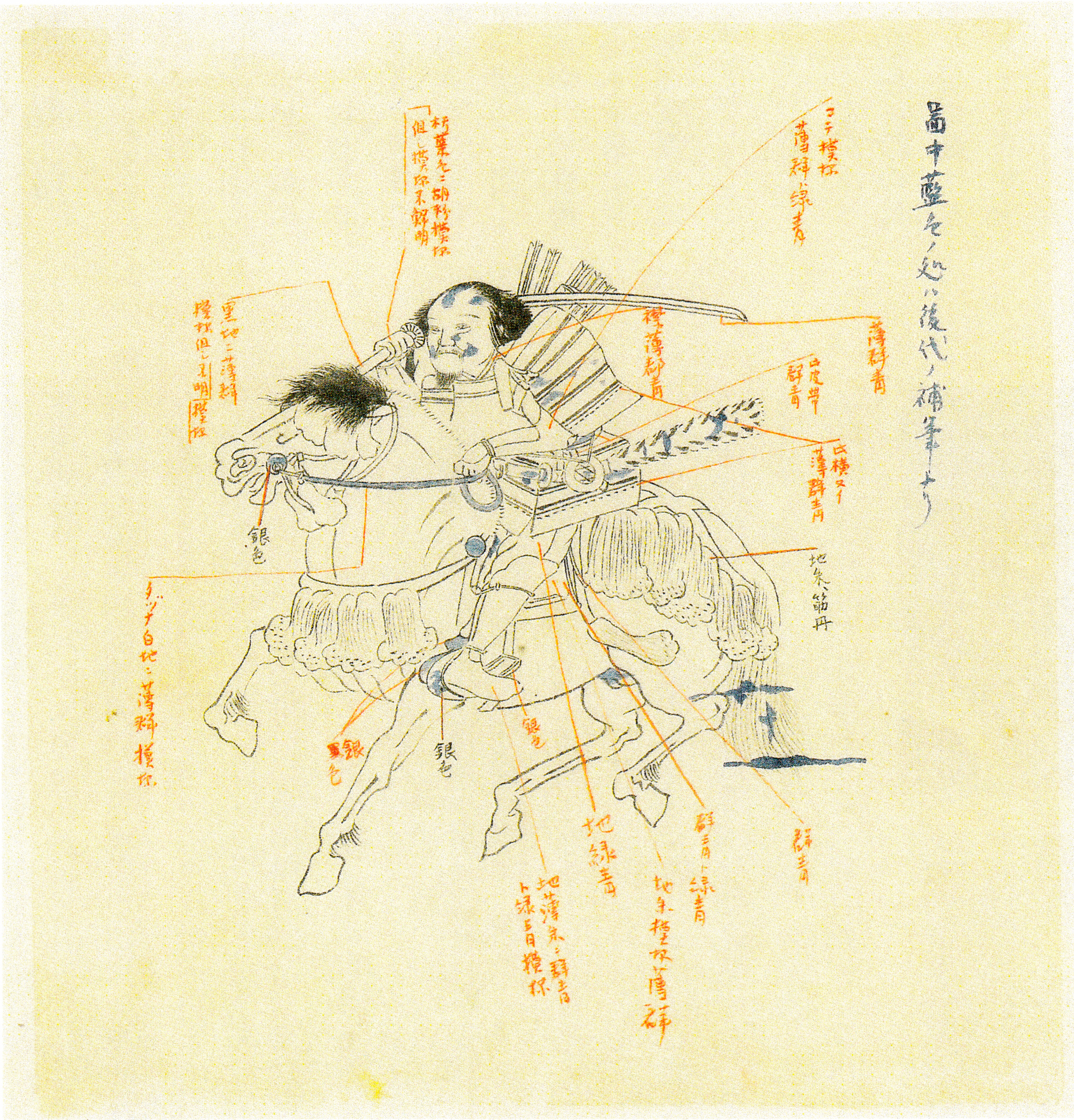
기마무자상의 모사본의 부속 자료. 문장 부분에 남색으로 보필이 있었음이 보이고 있다.

2011년에 일본 도쿄 대학 사료편찬소(東京大学史料編纂所)가 소장하고 있던 해당 기마무자상의 모사본(模写本)에 대한 수리가 이루어졌는데, 모사본은 1916년(다이쇼 5년)에 호세이 호잔(護城鳳山, 에만恵満)이 그린 것이었다. 이 모사본 수리 때에 표장에 붙여져 있었던 비망록(備忘録)이 발견되었다. 내용은 호세이가 모사할 당시 원본의 상황을 기록한 것으로 여겨지고 있는데 비망록에서는 기마무자상의 소묘를 그리면서 몇몇 부분에 남색으로 표시를 해 놓고, "그림 속의 남색 부분은 후세의 보필(가필)이라"(図中藍色ノ処ハ後代ノ補筆ナリ)고 썼다. 원본에서 후세의 보필(補筆)로 보이는 부분을 남색으로 표시한 것이다. 이 '보필' 부분 가운데에는 남색 타치의 메누키(目貫)과 말갖춤의 시오데(鞖, 밀치끈)도 포함되어 있었고, 그림의 인물이 타카우지가 아니라 고노 모노나오나 고노 모로아키라 또는 고 일족의 누군가라는 설의 주요 논거였던 '輪違紋'이 실은 후세에 덧붙여졌을 가능성이 높아진 것이다.
이 비망록의 신빙성을 뒷받침하는 것으로 1990년에 교토 국립박물관 문화재보존수리소에서 우사미쇼카쿠도(宇佐美松鶴堂)가 원본의 근본 수리를 행했을 때에도 마찬가지로 문장 부분에 보필(가필)이 들어갔음이 판명되었다. 보필 부분은 엑스선 촬영으로 다른 부분보다 더 검게 나와서 확인이 가능하였다.
또한 구로다의 설에서는 그림 속 인물의 얼굴의 주름 표현이 30대라고 판단하고 고노 모로아키라라고 하였는데, 얼굴 부분에서도 보필이 들어갔음이 판명되었다. 이렇게 해서 고 일족의 누군가를 그린 것이라는 주장은 그 논거를 잃었고, 기마무자상은 누구를 그린 것이냐라는 주장의 재검토 필요성이 제기되었다.

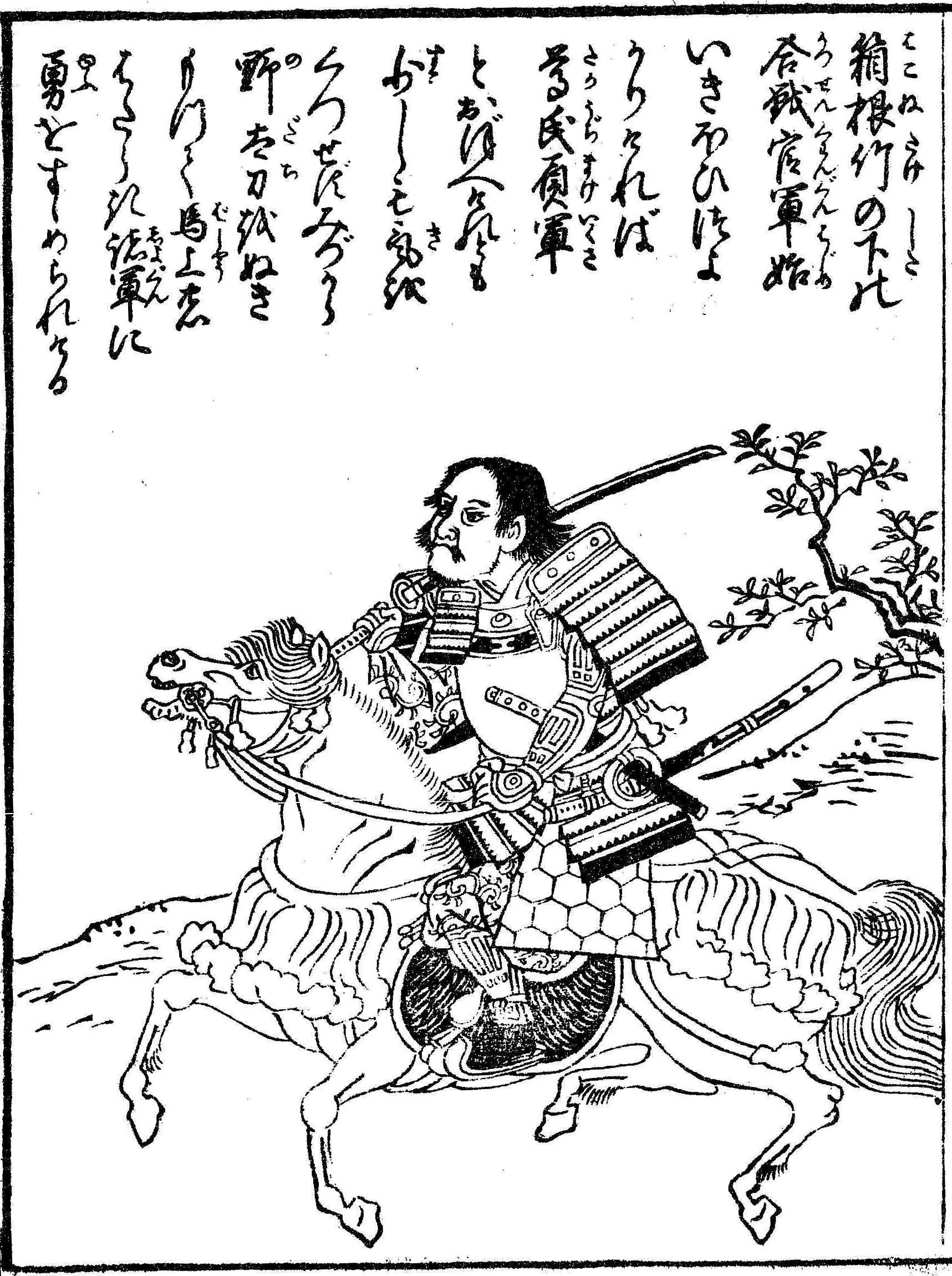
《회본무자비고》에 그려진 기마무자상과 그 사서.

아울러 그림 속 인물의 정체를 아시카가 타카우지라고 보았던 기왕의 설 역시도 새롭게 대두되었다. 종래 그림의 주인공을 타카우지라고 비정하기 어렵다고 주장하는 측의 근거 가운데 하나였던, 그림에 날인된 요시아키라의 화압(수결)에 대해서도 《무로마치 가 어안내서안》(室町家御案内書案)에 「将又等持院様軍陣御影　幅青地錦御直垂浅黄糸御鎧廿四さしたる御矢重藤御弓大クワカタ打タル御甲、栗毛なる御馬ニ（略）御影ノ上ニホウケウ院様御判居之」라고 해서, 도지인(等持院, 타카우지)의 초상화 위에 호쿄인(宝筐院, 요시아키라)이 화압(수결)을 날인한 다른 그림(아사쿠라본)이 있었음이 기록되어 있어서, 그림에 요시아키라의 화압(수결)이 있다는 것만으로 단정하기는 어렵다는 지적도 제기되어 있으며 아예 그림 속 요시아키라의 화압(수결) 자체가 문장과 마찬가지로 후대에 누군가가 비슷하게 써넣은 보필(가필)일 가능성을 제기한 학자도 있었다. 현존하는 요시아키라의 화압(수결)과 비교해서 그 필획의 순서가 다르다는 것이다.
그림 속 인물의 차림새에 대해서도 《매송론》(梅松論)에서 묘사한 다타라하마 전투(多々良浜の戦い)에 임하는 타카우지의 모습과 닮아 있다는 지적이 있다. 교토로 개선한 타카우지가 이때의 자신의 모습을 화공을 시켜서 그리게 하였다는 기록도 남아 있는 점을 들어 이 그림은 타카우지를 그린 것이 맞다는 의견도 있다. 군키모노가타리 《태평기》(太平記)에 따르면 타카우지는 고다이고 천황에게 반기를 들고 천황에 의해 '조적'(朝敵)으로 몰리게 된 직후에 절에 틀어박혀서 자신의 모토유이(元結)를 잘라 버렸다고 나오는데(태평기에서는 또한 거병 당시 타카우지를 따르던 무사들이 모두 타카우지를 본받아 자신의 상투를 잘라낸 일화도 실려 있다) 기마무자상의 인물의 머리 모양은 이후 뜻을 돌려 거병했을 때의 모습을 그린 것이며, 그러한 점에서 타카우지의 초상화로 간주되어 왔던 것으로 여겨진다는 것이다.
에도 시대인 간엔(寛延) 2년(1749년) 《회본무자비고》(絵本武者備考)에서 니시카와 스케노부(西川祐信)가 모리야본 기마무자상을 본떠 그린 그림이 확인되었다. 이는 종래 모리야본을 옮겨 그린 가장 오래된 그림으로 여겨졌던 《집고십종》(集古十種, 1800년)보다 반세기 정도 앞서는 것으로, 여기에는 기마무자상과 함께 미나모토노 오리에(源折江, 셋코)가 쓴 사서(詞書)가 붙어있다. 여기에서 "하코네, 다케노시타의 합전(箱根竹の下の合戦)에서 관군(고다이고 천황의 군)이 처음에 그 세가 강하여 타카우지가 패할 듯이 보였는데, 조금도 기죽지 않고 몸소 노타치를 휘두르며 말 위에서 분전하여 제군에 용기를 북돋았다"(箱根竹の下の合戦官軍始め いきほひつよかりければ尊氏負軍とおぼへけれとも少しも気をくつせずみづから 野太刀をぬきつて馬上の はたらき諸軍に勇をすゝめられける)라고 하여 타카우지에 대한 언급이 있음도 주목되고 있다. 그림 속 인물의 특이한 모습을 '불리한 상황에서 분전하는 모습을 그린 것'이라 덧붙인 설명은 구로이타 가쓰미(黒板勝美)나 사토 신이치(佐藤進一)의 지적보다 2백 년이 앞서는 것이기도 하다. 한편 이는 에도 시대에 이 그림의 주인공을 타카우지로 보는 인식이 좀 더 이른 시기에 존재했다는 것이지 이 그림이 처음부터 타카우지를 모델로 그려졌다는 주장을 확실하게 뒷받침하는 것은 아니다.

### 진고지 3상과 아시카가 타카우지

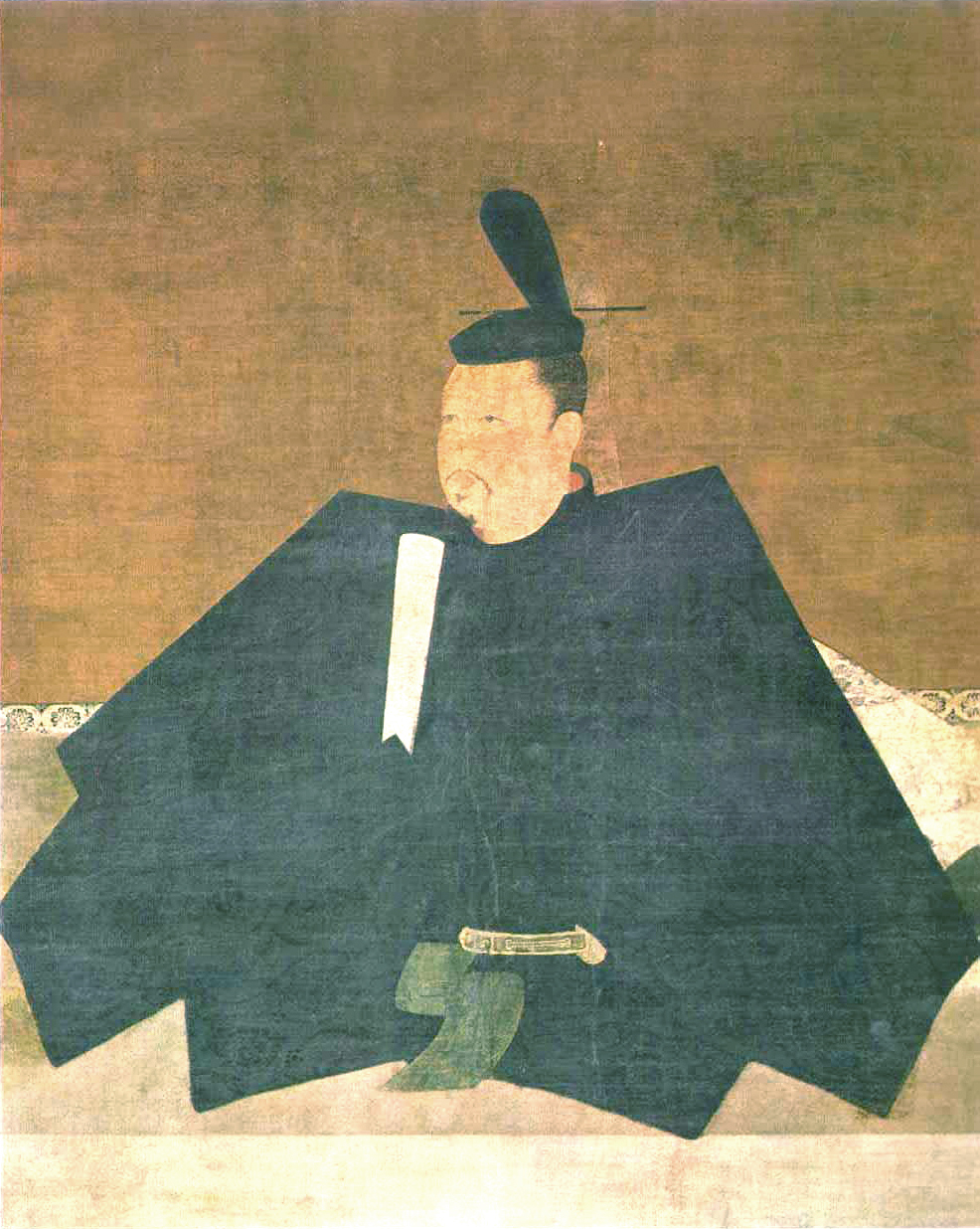
진고지 3상 중 다이라노 시게모리 상
아시카가 다카우지의 초상으로 보는 설이 제시되었다.

가마쿠라 시대 초기 후지와라노 다카노부(藤原隆信)가 그린 국보·진고지 3상(神護寺三像) 중 다이라노 시게모리(平重盛)의 초상을 다카우지를 그린 그림으로 보는 설이 제기되어 있다. 이는 1995년 일본의 미술사학자 요네쿠라 미치오(米倉迪夫)와 역사학자 구로다 히데오(黒田日出男)에 의해 제시된 학설에 따른 것이다. 도지인(等持院)에 소장된 다카우지의 목상과의 비교와 관모의 형태가 무로마치 초기에 유행한 형상과 일치한 점을 근거로 제시하고 있다. 적지 않은 미술사가들로부터 그림의 화풍이나 양식이 남북조 아래로 내려가지 않는다는 반론이 제기되어 논쟁이 있지만, 최근에는 대체로 요네쿠라-구로다의 신설이 인정받고 있는 경향이다. 히로시마현 오노미치시(尾道市)의 조도지(浄土寺)에도 다카우지를 그린 초상화가 소장되어 있다(본항목 위에 소개). 또한 모리야본과는 다른 말을 탄 모습의 다카우지상이 일본 가나가와 현립 역사박물관(神奈川県立歴史博物館)에 소장되어 있으며, 이 초상화의 경우 「세이이타이쇼군 미나모토노 아손 다카우지 공」(征夷大将軍源朝臣尊氏卿)이라고 명기된 에도 시대 후기의 초상화가 현존하고 있다.
그 밖에도 에도 시대 그려진 니시키에(錦絵)가 있다. 이들 그림은 우타가와 구니요시(歌川国芳)의《태평기효고합전(太平記兵庫合戦)》(효고 후쿠가이지(福海寺)에서 다카우지를 찾는 시라후지 히코시치로(白藤彦七郎)), 우타가와 요시토라(歌川芳虎)의《태평기합전도(太平記合戦図)》(다카우지, 효고 후쿠가이지로 피난하는 그림), 하시모토 지카노부(橋本周延)의《아시카가다카우지효고합전도(足利尊氏兵庫合戦図)》(다카우지, 효고 후쿠가이지로 피난하는 그림) 등이다.
아시카가 다카우지의 목상으로는 아시카가 가문의 묘가 있는 교토부 교토시 기타구의 도지인(等持院), 오이타현(大分県) 구니사키시(国東市)의 안코쿠지(安国寺) 등에 소장되어 있는데, 안코쿠지 소장 목상은 다카우지의 모습을 묘사한 목상으로는 가장 오래된 것으로 얼굴 표현이 사실적이고 이상화가 적지 않으며, 다카우지의 생전이나 사후 얼마 지나지 않은 시점에서 조각된 것으로 보인다. 도지인의 경우는 아시카가 집안의 명복을 비는 보리사(菩提寺)였다. 이들 목상은 몸 부분의 표현에서 거의 시대가 내려가지 않는 조형을 보이고 있으며, 머리 부분은 안코쿠지 목상이나 죠도지 초상과 공통되는 도상으로 조성되어 있고 중세에서 더 시간대가 내려오지 않는 시기의 작품으로 보인다. 이밖에는 일본 시즈오카현(静岡県) 시즈오카시(静岡市)의 세이겐지(清見寺, 분메이文明 17년인 1485년 이전에 제작), 교토 우쿄구(右京区)의 덴류지(天龍寺, 16세기 작), 도치기현(栃木県) 사쿠라시(さくら市)의 류코지(龍光寺, 간몬 6년인 서기 1666년의 다시 만듦), 가나가와 현 가마쿠라 시의 소쥬지(長寿寺, 겐로쿠 2년인 1689년 다시 만듦), 도치기 현 아시카가 시의 반나지(鑁阿寺, 에도 시대인 19세기 작품)와 젠토쿠지(善徳寺), 같은 현의 모카시(真岡市)의 노인지(能仁寺) 등에 소장되어 있다. 현대 들어 주조된 동상이 도치기현 아시카가 시 반나지와 교토 부(京都府) 아야베시(綾部市) 안코쿠지 정(安国寺町)에 세워져 있다.

### 내용주
1. ↑  신숙주의 《해동제국기》(海東諸國記) 국왕대서(國王代序)에는 다카우지를 원인산(源仁山)이라고 표기하고 있는데 다카우지의 법명인 인산묘의(仁山妙義)에서 따온 것이다. 원(源)은 미나모토 즉 다카우지의 집안인 아시카가 가의 혼세이다.
2. ↑  일본에서 교토를 중심으로 그 서쪽에 해당하는 규슈, 주고쿠, 시코쿠를 이르는 말
3. ↑  현 가메오카시이다.
4. ↑  진주후쇼군에 종3위 이상의 관위를 가진 신하가 임명될 경우 진주다이쇼군이라고 한다.
5. ↑  일본 시모노세키 시
6. ↑  현 니시노미야시이다.
7. ↑  현 시즈오카시 시미즈구
8. ↑  현 오다와라시
9. ↑  일본 규슈국립박물관에 소장되어 있는 일월도군선(日月図軍扇)은 다카우지의 수결과 함께 「간노 2년(1351년) 정월 7일 쓰 국(津の国) 슈쿠가하라(宿河原)」으로 배령한 뜻을 기록한 쪽지가 끼워져 있다.
10. ↑  역사학자 사토 신이치는 다카우지가 조울증에 걸리지 않았나 하는 추측을 하고 있다. 다만 사토 신이치는 역사학자이고, 의학 전문가의 소견은 아니다.
11. ↑  일본의 사학자 시미즈 가쓰유키(清水克行)는 역사의 뒤안길에 선 다카우지는 그 성격 때문에 주위의 동향에 휘둘려 자신도 다치고, 또 자신도 무의식적으로 주위를 아프게 하는 고뇌를 짊어지게 되었다고 해석하였다(清水（2013）pp.42-45、90).